# Metaxanthia threnodes
Metaxanthia threnodes är en fjärilsart som beskrevs av Druce 1905. Metaxanthia threnodes ingår i släktet Metaxanthia och familjen björnspinnare. Inga underarter finns listade i Catalogue of Life.